# Јосип Краш
Јосип Краш (Вугловец, код Иванеца, 23. март 1900 — Карловац, 18. новембар 1941) био је револуционар, учесник Народноослободилачке борбе и народни херој Југославије.

## Биографија
Рођен је 20. марта 1900. године у селу Вугловцу, код Иванеца, града на северу Хрватске. Потиче из радничке породице, његов отац Валентин је био рудар. Изучио је пекарски занат у Вараждину 1916. године. Након тога је радио у Гарешници, па у Бановој Јаруги.
Распад Аустроугарске монархије 1918. године затекао га је у Бановој Јаруги где је, заједно с Матом Жанићем 29. октобра организовао велики народни збор на коме је изабрано Радничко-сељачко-војничко веће, по узору на совјете у Русији. Совјет у Бановој Јаруги убрзо су угушиле жандарске снаге. Чланом Комунистичке партије Југославије постао је од  њеног оснутка 1919. године.
Године 1920. постао је члан управе Синдиката прехрамбених радника у Загребу, а истовремено је био и технички уредник „Борбе“ и њен колпортер који ју је често у последњи час илегално извлачио из штампарије. Као један од најближих сарадника Јосипа Броза у борби против фракционаштва у загребачкој партијској организацији током 1927. и 1928, на Осмој конференцији загребачких комуниста одржаној фебруара 1928. подржао је његов програм.
Стално је био прогањан од полиције, једанаест пута хапшен, а после дефинитивне забране излажења „Борбе“, 1929. године, осуђен је од Суда за заштиту државе на пет година робије, коју је издржао у Сремској Митровици. Као за све комунисте, и за Краша је робија била само нова политичка школа, у којој је стекао солидно марксистичко образовање.
Године 1934, после изласка из затвора, поново се активирао у Уједињеном радничком синдикалном савезу Југославије у Загребу, а истовремено одржавао везе с рударима у Иванецу, где је организовао штрајкове (1936. и 1937) и основао партијску ћелију. Пред крај 1939. године, упућен је у у затвор у Лепоглаву, али је убрзо пуштен. Године 1940, због организовања штрајка пекарских радника у Загребу, поновно је ухапшен.
На Оснивачком конгресу Комунистичке партије Хрватске, 1937. године, изабран је за Члана Централног комитета КПХ, а 1938. за њеног организационог секретара. На Петој земаљској конференцији КПЈ, одржаној у Загребу октобра 1940. године, изабран је за члана Централног комитета КПЈ.
У данима непосредно после напада Нацистичке Немачке на Краљевину Југославију, заједно с Владимиром Бакарићем, Краш је посетио подбана др Светозара Ивковића, и тражио да се радницима и свим антифашистима подели оружје због одбране земље, али је био одбијен.
После окупације Југославије, у мају 1941. године, Краш одлази у Карловац као делегат Централног комитета КП Хрватске, да изврши припреме за оружани устанак. Ту је основао Војни комитет за Кордун, Банију и Горски котар. Недуго после Крашевог доласка у Карловац, у граду су формиране ударне омладинске трупе и почеле оружане акције. Оштећен је далековод Озаљ-Карловац-Загреб, срушена пруга између Мостања и Дуге Ресе, организована побуна у домобранском гарнизону, а истовремено су радници и омладинци упућивани у прве партизанске одреде.
Краш је 18. октобра 1941. године примећен на улици и у борби је убијен с леђа од једног усташе.

## Наслеђе
Указом Председништва Антифашистичког већа народног ослобођења Југославије (АВНОЈ), 26. јула 1945. године, међу првим борцима Народноослободилачке војске, проглашен је за народног хероја.
Његови посмртни остаци су после рата, пренесени у Загреб и сахрањени у Гробницу народних хероја гробљу Мирогој.
Јосип Краш је уз Раду Кончара, био једна од највећих партизанских икона у послератној Хрватској и Југославији. Године 1950. Фабрика за производњу слаткиша „Краш“ је добила име по њему, а 1965. године Општина Иванец је од његове родне куће направила меморијални музеј.